# Shirō Kasamatsu
 (août 2025).
Si vous disposez d'ouvrages ou d'articles de référence ou si vous connaissez des sites web de qualité traitant du thème abordé ici, merci de compléter l'article en donnant les références utiles à sa vérifiabilité et en les liant à la section « Notes et références ».
Shirō Kasamatsu (笠松 紫浪, Kasamatsu Shirō, Tokyo, 11 janvier 1898 – 14 juin 1991) est un graveur japonais appartenant à l’école shin-hanga et sosaku-hanga.

## Biographie
Shirō Kasamatsu nait à Tokyo en 1898 dans une famille de la classe moyenne. À l’âge de 13 ans, il entre comme élève-apprenti dans l’école des beaux-arts de Kiyokata Kaburagi (1878-1973), spécialiste du Bijin-ga, estampe de portraits féminins, qui lui transmet une profonde appréciation de l'art traditionnel japonais. Contrairement à son maître, qui lui donne son pseudonyme Shirō basé sur l'un des idéogrammes de son propre nom, il se spécialise dans le paysage et combine les techniques de l'ukiyo-e avec des styles plus modernes.
Il est rapidement remarqué et participe à des expositions où l'éditeur Shōzaburō Watanabe est enthousiasmé par l'une de ses œuvres et demande au jeune artiste de lui préparer des planches pour des estampes. Cette collaboration débute en 1923 et à la fin des années 1940, Kasamatsu a dessiné plus de cinquante estampes qui furent publiées par Watanabe. Les blocs des estampes réalisées entre 1919 et 1923 sont perdus dans l’incendie du magasin Watanabe lors du grand tremblement de terre du Kantō. Ensuite, il recommence à travailler avec Watanabe dans les années 1930 avec des estampes de paysages, de masques de théâtre nô et de vues d’intérieurs. Comme Hiroshige, il met souvent un élément au premier plan, branches d’arbres par exemple, pour attirer le regard et donner de la profondeur aux paysages.
Kasamatsu est attiré par le sōsaku-hanga (estampes créatives), un style plus original, plus brut, plus occidentalisé avec comme principaux sujets des oiseaux, fleurs et paysages. L’artiste fait son propre dessin, grave ses propres blocs et imprime lui-même. De ce fait, sa relation avec Watanabe se détériore vers la fin des années 1940, probablement à cause du manque de liberté qu’il ressentait.
Au début des années 1950, Kasamatsu change d’éditeur et travaille avec Unsodo, maison d’édition de Kyōto pour laquelle il crée près de cent estampes jusqu’en 1960. Toutes les estampes de la période Unsodo sont dans le style shin-hanga et dépeignent des sujets traditionnels et des paysages. Tout comme Kawase Hasui, Kasamatsu excelle dans les scènes de neige ou de clairs-obscurs.
Dans l'œuvre de Shirō Kasamatsu le sōsaku-hanga et le shin-hanga coexistent principalement pour des raisons économiques : avec les revenus réguliers qu’apportaient le shin-hanga, il pouvait se consacrer aussi au sōsaku-hanga, moins rémunérateur. Kasamatsu crée près de quatre-vingt estampes sōsaku-hanga entre 1955 et 1965.

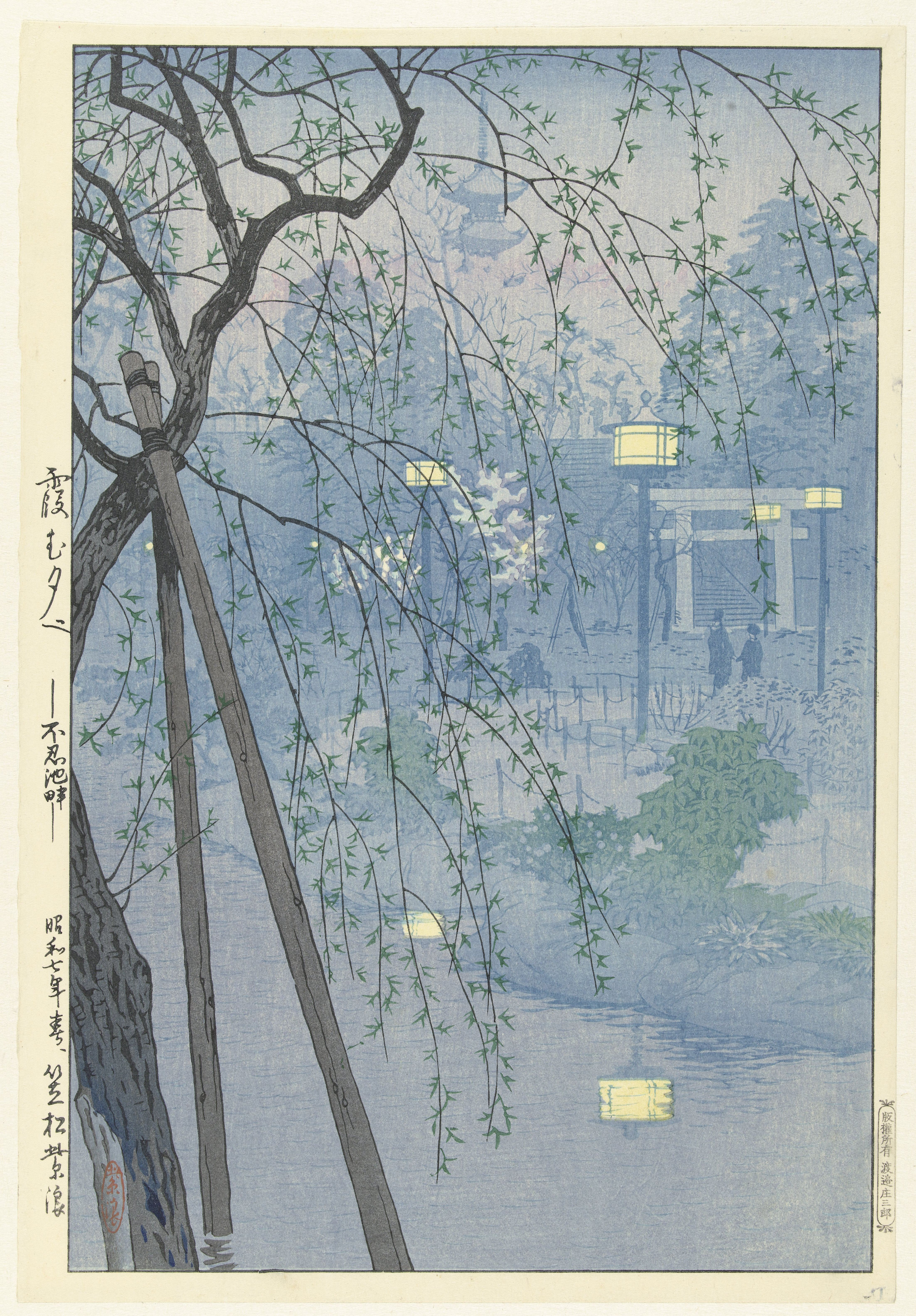
Le bord de l'étang de Shinobazu lors d'une soirée brumeuse, 1932.
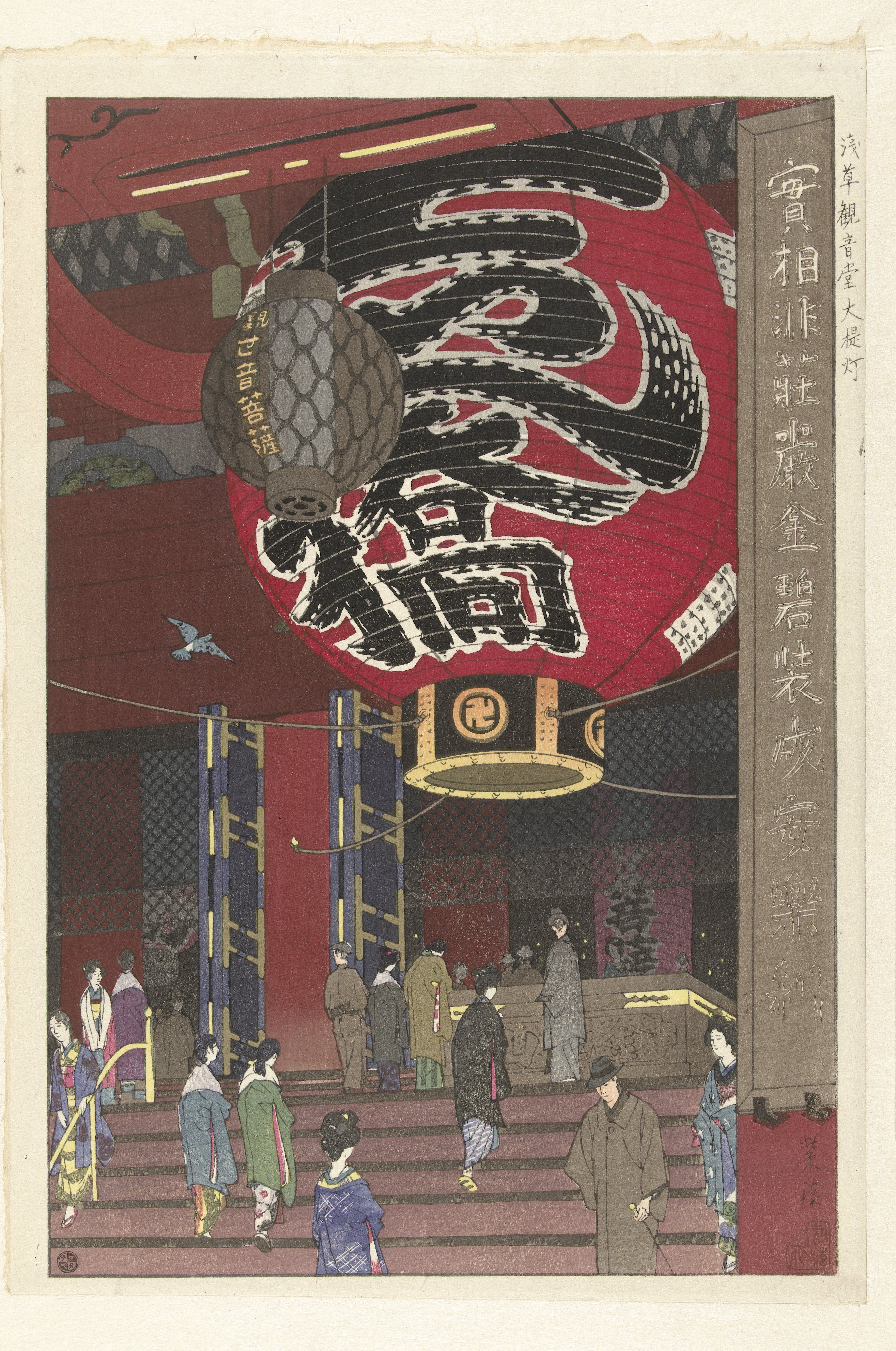
La grande lanterne du temple Kannon à Asakusa, 1934.
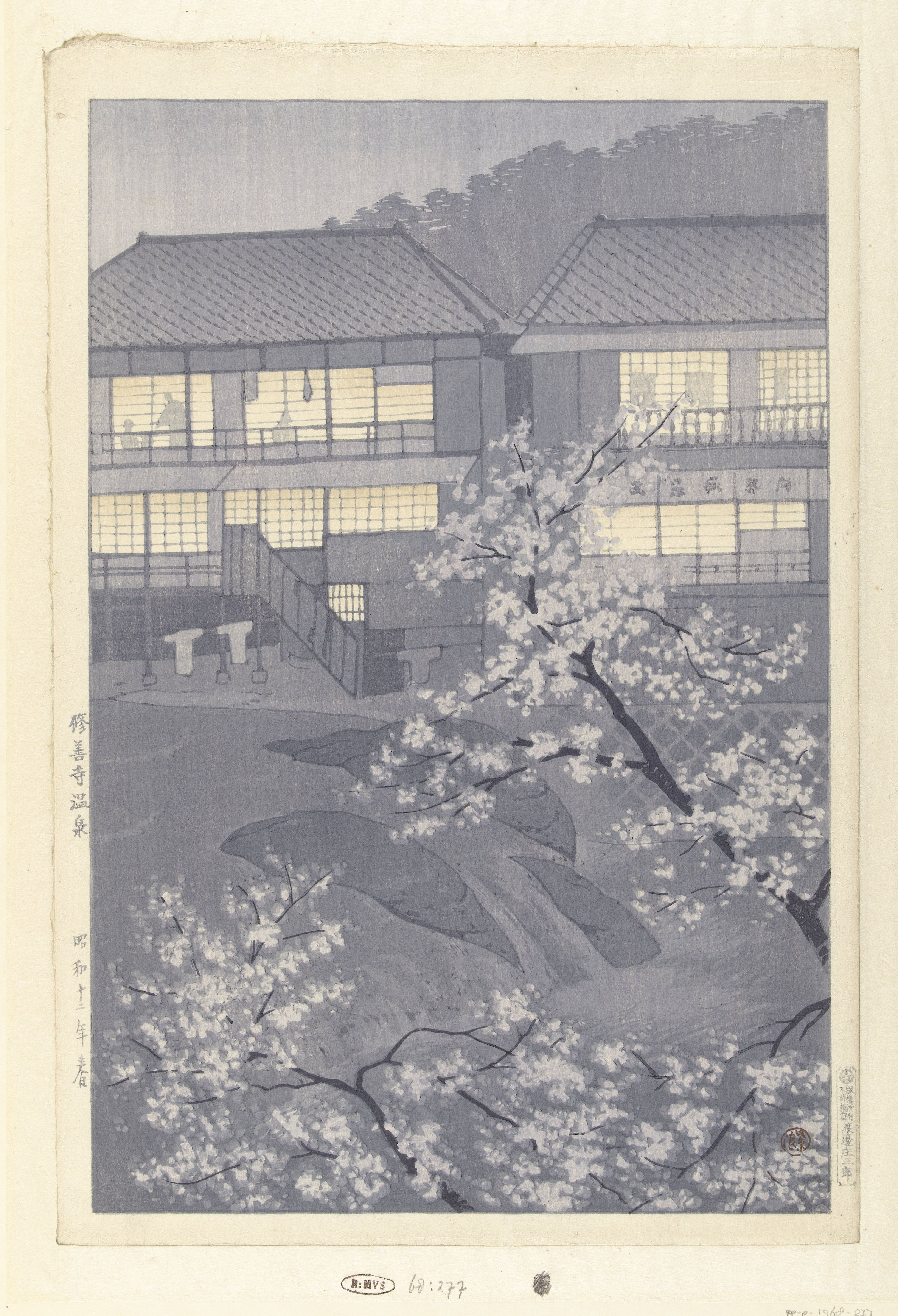
Les sources d'eau chaude de Shuzenji. Shuzenji onsen, 1937.